# 松平親氏
松平 親氏（まつだいら ちかうじ）は、室町時代初期の三河国松平郷の領主（あるいは国人）。江戸時代に作成された系譜において松平氏・徳川氏の始祖とされている人物。「松平氏由緒書」では名を信武と記している。

## 生涯
徳川家の始祖と崇められたことから江戸期の諸資料では父祖の系譜は、新田源氏世良田氏の末裔と記載される。即ち新田義重の四男義季が新田荘徳川に住して得川を称した。義季の二男を頼氏といい、世良田弥四郎と称し、三河守となった。その二男を次郎教氏、教氏の子が又二郎家時、家時の子が弥次郎満義である。満義のあとを政義、親季、有親と継いで有親の子が親氏という。
しかし、この系譜は徳川家康が永禄9年（1566年）に叙任奏請をする際、世良田氏の系譜と自らの系譜をつなげたことが、日本史学者渡辺世祐により論証されている。今日の学界では家康によって粉飾された系譜というのが通説になっている。もっとも家康の祖父清康が三河を掠取するにあたり、守護家である足利一門吉良氏への対抗上、新田系の世良田氏を称していて、家康はその影響を受けたものと考えられている。
親氏は関東（あるいは信濃国浪合村）で鎌倉公方（あるいは斯波氏）の軍勢に敗れ、足利氏の追捕を避けるために父・得川有親とともに相模国の時宗総本山清浄光寺に入って出家し、徳阿弥（とくあみ）と称したとされる。「乞食僧」「一種の賤民」と表現される場合もある。しかし、清浄光寺での落髪が語られるようになるのは「武徳大成記」成立後の元禄期以降であることが、煎本増夫により明らかにされており、後世になってから作られたものと考えられる。
徳阿弥は同じく素浪人の石川孫三郎に同行し諸国を流浪、三河国加茂郡松平郷に流れ着き、在原氏あるいは賀茂氏の血筋を引く同地の領主松平信重（太郎左衛門少尉）の食客となった。信重は徳阿弥の和歌に通じた教養と武勇を評価して婿養子としたとされており、徳阿弥は還俗して松平太郎左衛門尉親氏と名乗ったという。
「松平氏由緒書」では信重から先祖を尋ねられた親氏が、「わたくしと申しますのは東西を定めずに旅する浪々の者でありまして、恥ずかしく存じます」と自ら氏素性の知れない者と回答している。
松平郷の領主となった親氏は、郷敷城を築き、嫡子（兄弟説もある）とされる泰親と協力して「中山七名」と呼ばれる近隣の領主たちを滅ぼし、勢力を拡大して戦国大名松平氏の基礎を築いたという。しかし、「松平氏由緒書」の記述から、実際には買得によって土地を獲得したと見る説もある。
親氏は武芸に通じ、教養があり、信仰と慈悲の心が深く、領内に菩提寺となる高月院を初めとして多くの神社仏閣を建立し、貧しい領民には援助を惜しまなかったという。
しかし、以上のような親氏の出自と事歴については、後世の松平氏・徳川氏の主張に拠っており、傍証となる同時代史料が存在せず、定説の段階までには至っていない。このため、既述した論考の他、松平氏創業の二代、親氏と泰親が同時代の史料にその名を見出すことができない。事実、親氏の幼少期は全く不明であり、父有親についても、実在性が疑われている。このことから、非実在説（架空説）も存在する。

## 生没年について
「松平氏由緒書」によれば、親氏は急逝したようである。親氏の生没年には諸説あり、定説は存在しない。地元の松平町（豊田市）の伝承では明徳4年（1393年）頃に没したとされており、平成5年（1993年）に親氏の没後600年を記念して、豊田市によって「親氏公600年祭」が行われた。また、その一環で全国城郭研究者セミナーが開催された。
親氏の没年月日の伝承は10通りある。
康安元年（1361年）4月20日（「法蔵寺由緒」・「大樹寺記録」・「奥平家記録」）
応永元年（1394年）4月20日（『三河海東記』）
応永元年（1394年）4月24日（『高月院記』）
応永20年（1413年）（「信光明寺縁起」）
応永21年（1414年）（「松平総系譜」）
応永28年（1421年）（「参陽松平御伝記」）
応永35年（1428年）（『東栄鑑』）
永享9年（1437年）（「瀧村万松寺系図」「梁山妙昌寺位牌」）
康正2年（1456年）（『大三河志』）
応仁元年（1467年）4月20日（『徳川歴代記』）
生年には永仁6年（1298年）説（「大樹寺記録」）、元弘2年/正慶元年（1332年）説（「高月院過去帳」）などがある。
- 高月院にある松平氏墓所。3基の宝篋印塔のうち中央が親氏の墓にあたる。向かって左は松平氏第2代松平泰親墓、向かって右は閑照院皎月尼（松平氏第4代松平親忠夫人）墓
（2019年（令和元年）8月）
- 信光明寺にある松平三代の墓。3基の宝篋印塔のうち向かって左が親氏の墓にあたる。中央は松平氏第2代松平泰親墓、向かって右は松平氏第3代松平信光墓
（2019年（令和元年）11月）
- 大樹寺にある松平親氏墓。
（2019年（令和元年）11月）

## 酒井氏との関係
また、後に松平氏の重臣となる酒井氏の系譜によると、同氏の始祖広親は、親氏が松平氏を継ぐ以前に三河国碧海郡酒井村の領主の婿となって生んだ子であるという。この説に従えば酒井氏は松平氏の同族ということになる。
ただし平野明夫の研究によると、松平信重の長女が坂井郷に嫁いだことによって生じたものであるとされる。いずれにしても松平、酒井両氏は縁戚にあたる。